# Goligon
Goligon je poljubni mnogokotnik s pravimi koti. Dolžine posameznih strani so zaporedna cela števila. Goligone je izumil britanski inženir Lee Cecil Fletcher Sallows (rojen 1944). Različice goligonov vključujejo zglede, ki dovoljujejo križanje robov, uporabo zaporedij dolžin, različnih od zaporednih celih števil, in kotov, različnih od 90°.
V vsakem goligonu imajo vodoravni robovi isto parnost kot vsi drugi navpični robovi. To pomeni, da za število stranic n velja sistem enačb:
{\displaystyle \pm 1\pm 3\cdots \pm (n-1)=0\!\,}
{\displaystyle \pm 2\pm 4\cdots \pm n=0\!\,.}
Iz tega sledi, da mora biti n mnogokratnik števila 8. 